# Iran International
Iran International (persisch ایران اینترنشنال) ist ein 2017 gegründeter mehrsprachiger privater Nachrichtensender mit Sitz in London. Er hat in der Islamischen Republik Iran den größten Marktanteil und sendet in Persisch, Arabisch und Englisch.

## Geschichte
Iran International wurde im Mai 2017 mit dem Ziel gegründet, die etwa 80 Millionen Iraner und die etwa 10 Millionen Menschen umfassende iranische Diaspora mit Nachrichten aus und über Iran und den Nahen Osten zu versorgen. Nach eigenen Aussagen soll er als „ein Fenster von der Welt nach Iran und ein Fenster von Iran zur Außenwelt“ fungieren. Der Sender hat seinen Hauptsitz in London sowie Büros in Istanbul, Paris und Washington, D.C.  Er sendet sein TV-Programm international rund um die Uhr über Satellit und Livestream sowie regional begrenzt in Iran ein Radioprogramm über 15630 kHz und 5830 kHz Kurzwelle.
Iran International gehört in Iran zu den wichtigsten Nachrichten- und Informationsquellen, ist dort aber verboten und laut iranischem Geheimdienst mindestens seit November 2022  als „terroristische Organisation“ eingestuft.
Im Februar 2023 verlegte Iran International, nach Drohungen der iranischen Regierung gegen seine in London ansässigen Journalisten, seinen Hauptsitz vorübergehend nach Washington, D.C. und kehrte im September nach London zurück.
Laut einer Umfrage der Group for Analyzing and Measuring Attitudes in Iran (GAMAAN) hat Iran International in Iran einen Zuschaueranteil von etwa 33 Prozent und ist damit der durch Iraner am meisten geschaute und beliebteste Fernsehsender.